# 海洋警察
《海洋警察》（韓語：바다경찰，英語：或Ocean Police）為韓國MBCEvery 1的綜藝節目，由金秀路、趙在允、郭時暘、Yura（Girl's Day）等人共同主持，節目主軸為與南海地方海洋警察廳的職員將一起負責執行釜山附近海域的海上警衛、海難救助、保護海洋環境等工作。

## 特別出演
- 趙顯培廳長（大韓民國海洋警察廳廳長）
- 李明俊署長（大韓民國釜山海洋警察署）
- 李柱熙警監（大韓民國釜山海洋警察署南港派出所所長；有36年海警經驗）
- 金揚石警衛（大韓民國釜山海洋警察署南港派出所組長；有29年海警經驗）
- 乾上龍警衛（大韓民國釜山海洋警察署南港派出所新海警導師；有22年海警經驗）
- 李美賢警長（大韓民國釜山海洋警察署南港派出所新海警導師；有12年海警經驗）
- 朴英坤警正（大韓民國釜山海洋警察署1503艦[註 1]艦長）
- 金滿中警監（大韓民國釜山海洋警察署1503艦警監）
- 崔俊英警長（大韓民國釜山海洋警察署1503艦機艙部警長）
- 朴俊英警長（大韓民國釜山海洋警察署1503艦安全隊警長）
- 金鐘大警衛（大韓民國釜山海洋警察署1503艦安全隊警衛）
- 金小愛巡警（大韓民國釜山海洋警察署1503艦航海隊巡警）
- 展宇進警衛（大韓民國釜山海洋警察署1503艦維修隊隊長）
- 李振哲警衛（大韓民國釜山海洋警察署1503艦警衛）

## 各集內容
| 集數 | 播放日期      | 內容 |
| ---- | ------------- | --- |
| 1    | 2018年8月13日 | 全員首次碰面。 事前教育。 全員提前移動至釜山準備，領取海警制服並著裝，同時需背誦《海洋警察歌》。 釜山海洋警察局任用儀式。 搭乘沿岸救助艇至南港派出所就任，任務宣達及日程告知。 工作日誌撰寫，船舶訓練（溺水者救助訓練）。                                                             |
| 2    | 2018年8月20日 | 臨檢夜釣船隻。 前往宿舍休息；採買晚餐食材。 共同魚市場視察；共同魚市場內食堂享用早餐。 確認當日氣象預報，並寫在所內的公告板上。 打掃派出所、清洗沿岸救助艇；撈靠近港邊的水上垃圾。 信訪工作。 海上巡查：喝酒航行特別查處。 意外狀況訓練：防坡堤前發生溺水者。                         |
| 3    | 2018年8月27日 | 意外狀況訓練：防坡堤前發生溺水者。 搭乘巡邏車進行陸上巡查，再前往釜山港國際客輪客運站巡查。 大型艦艇實習；金秀路加入機艙部，趙在允、郭時暘加入安全隊，金亞榮加入航海隊。 引導直升機降落於甲板任務。 乘坐快艇，進行漁船盤問搜查任務。 溺水者救援訓練。                                 |
| 4    | 2018年9月3日  | 艦艇位置標示。 清掃並檢查快艇功能。 大型艦艇實習結束，四人前往南浦洞享用大餐（扇貝、肥腸、蝦等等）。 練習駕駛沿岸救助艇，並觀察受否有海洋汙染（例如：浮油等）。 巡邏扎卡其漁市並探訪魚價，並將價格匯報給漁業／經濟主管機關進行漁業政策分析調整。 收到船隻中大米被盜的報案，緊急出動。 |
| 5    | 2018年9月10日 | 海上孤立者訓練。 郭時暘、Yura進行打字比賽。 案件出動（白色大卡車衝撞停在岸邊起重車的支架）。 漂流者救援。 四人前往釜山海洋警察廳進行結業，並由署長頒發感謝狀、南港派出所所長與四人導師訓勉。 四人發表四天三夜擔任海警的感言。 全體海警列隊歡送四人。                                  |

## 海洋警察歌
| 我滿滿守護祖國的心 就像大海和天空沒有邊界 我們日夜奔走 |

| 這個民族的歷史阿 很平安 這個民族的歷史阿 很平安 和海和月亮 和星星成為朋友 我們海洋警察 就在這裡 |

## 收視率
以下紀錄《海洋警察》節目之全國收視率，紅色表示為該年度最高收視率，藍色則表示為該年度最低收視率。
| 集數 | 播出日期      | AGB收視率 |
| ---- | ------------- | --------- |
| 1    | 2018年8月13日 | 0.795%    |
| 2    | 2018年8月20日 | 0.6%      |
| 3    | 2018年8月27日 | 0.6%      |
| 4    | 2018年9月3日  | 0.850%    |
| 5    | 2018年9月10日 | 0.5%      |